# Congreso Mundial de los pueblos de Georgia
Congreso Mundial de los pueblos de Georgia. (CMPG) — asociación pública de los georgianos, que viven tanto dentro de Georgia como en el extranjero; fue fundado en el marzo de 2009. 

## Estructura y dirección
La oficina principal de CMPG se encuentra en Viena, Austria. La sucursal de Rusia está abierta en San Peterburgo. 
Presidente Alexander Ebralidze — empresario ruso, director general de TALION SA. 
Vicepresidente Badri Meladze — director adjunto de seguridad en la empresa «Farmacias de la Capital» en Moscú. 
Vicepresidente Vladimir Khomeriki — consejero del rector de la Academia Estatal de los especialistas en el área de inversiones e innovaciones. 
Director de la sucursal de Rusia — Alexander Kinteraya. 

## Actividades
- En el comunicado oficial se declara como objetivo del Congreso la retirada de Georgia de la situación de crisis hacia el camino de desarrollo democrático estable, la creación de Georgia unida, neutral, libre, próspera y democrática. Se propone dimisión voluntaria de Mikhail Saakashvili del puesto de presidente de Georgia.[1]

- En la conferencia en línea de AI Regnum fueron manifestados los planeamientos respecto a la apertura de la filial georgiana de CMPG en Tbilisi, la fundación de su propio periódico, emisora de radio y canal de televisión.[2]

- 14 de mayo de 2009 en la Conferencia Internacional de los pueblos de Georgia en Sochi el presidente del congreso Alexander Ebralidze manifestó su deseo de entrar en la competición por el puesto del presidente de Georgia.[3]

## Enlaces
- La WEB oficial del Congreso Mundial de los pueblos de Georgia

- Blog del Congreso Mundial de los pueblos de Georgia en Live Journal

- Datos: Q2466128